# MOA-2011-BLG-191
MOA-2011-BLG-191 est un trou noir stellaire errant à grande vitesse dans la Voie lactée. Il a été découvert par une équipe de recherche internationale lors de l'étude d'un phénomène de microlentille gravitationnelle faite avec le télescope spatial Hubble.

## Lentille de MOA-2011-BLG-191
Pour découvrir MOA-2011-BLG-191, l'équipe de recherche a étudié la luminosité de l'étoile OGLE-2011-BLG-0462 : en effet, lorsque MOA-2011-BLG-191 est passé devant OGLE-2011-BLG-0462, la luminosité de OGLE-2011-BLG-0462 augmenta. Cette lentille avait été détectée par deux relevés astronomiques. Cet événement de microlentille a duré au total 270 jours. En étalant les données de l'étoile d'arrière-plan sur 6 ans, les chercheurs ont pu savoir exactement comment la lentille a déformé l'étoile. Une telle précision sur la déformation a permis d'estimer la vitesse et la masse de l'objet producteur de la lentille. Dans ce cas, la lentille possède une masse comprise entre 7 et 8 masses solaires et elle se déplace a 45 km/s dans la Voie lactée. Mais à cet instant, les scientifiques ne savaient pas encore qu'il s'agissait d'un trou noir. Pour déterminer la nature de l'objet, il a fallu scruter la lentille de très près pour savoir si l'objet lentille émet de la lumière, ce qui ne semble pas être le cas. La masse de l'objet est un autre indice de sa nature,,.

## Vitesse de MOA-2011-BLG-191
On peut imaginer un scénario de naissance qui lui aurait donné une telle vitesse, les trous noirs stellaires se forment lorsqu'une étoile massive meurt ou dans des événements comme des kilonovas. Dans le cas de la kilonova, il semblerait logique que la collision entre deux étoiles à neutrons à grande vélocité donne vie à un résidu possédant une très grande vitesse. Mais pour la théorie de la supernova, il semblerait que lors de l'effondrement du cœur d'une étoile, il arrive que l’éjection de matière dans l'espace ne soit pas très symétrique ce qui aurait pour effet de propulser le trou noir nouvellement formé dans une direction aléatoire,,.